# Kamil Ibragimov
Kamil Anvarovich Ibragimov (en russe Камиль Анварович Ибрагимов, né le 13 août 1993) est un escrimeur russe, pratiquant le sabre.
En 2013, il remporte le sabre lors des Championnats du monde juniors d'escrime.
Il remporte deux médailles lors des championnats d'Europe d'escrime 2014.
C'est le fils d'Anvar Ibragimov et d'Olga Velichko.

## Palmarès
- Championnats du monde d'escrime
  -  Médaille d'or par équipes aux championnats du monde d'escrime 2016 à Rio de Janeiro
  -  Médaille de bronze par équipes aux championnats du monde d'escrime 2013 à Budapest
  -  Médaille d'argent par équipes aux championnats du monde d'escrime 2015 à Moscou
  -  Médaille de bronze aux championnats du monde d'escrime 2017 à Leipzig

- Championnats d'Europe d'escrime
  -  Médaille d'or par équipes aux championnats d'Europe d'escrime 2017 à Tbilissi
  -  Médaille d'or par équipes aux championnats d'Europe d'escrime 2016 à Toruń
  -  Médaille de bronze aux championnats d'Europe d'escrime 2016 à Toruń